# The Fox Hunt (film, 1931)
Pour les articles homonymes, voir The Fox Hunt.
Pour plus de détails, voir Fiche technique et Distribution.
La Chasse au renard (The Fox Hunt) est un court métrage d'animation américain de la série des Silly Symphonies réalisé par Wilfred Jackson, pour Columbia Pictures, sorti le 20 octobre 1931.

## Synopsis
Un matin, des chasseurs se lancent dans la forêt au son de deux cors pour une campagne de chasse au renard, effrayant les animaux des  bois. Mais le renard est futé.

## Fiche technique
- Titre original : The Fox Hunt
- Titre français : La Chasse au renard
- Série : Silly Symphonies
- Réalisateur : Wilfred Jackson
- Voix : Richard Edwards (cheval)[1]
- Animateur[1] :
  - Équipe principale : Dave Hand, Albert Huerter, Les Clark, Johnny Cannon, Dick Lundy, Rudy Zamora, Frenchy de Trémaudan, Jack King
  - Équipe de Ben Sharpsteen : Marvin Woodward, Dick Williams, Charles Hutchinson, Cecil Surrey, Jack Cutting, Joe D'Igalo, Harry Reeves, Frank Tipper, Hardie Gramatky, Chuck Couch
- Décors : Carlos Manriquez, Emil Flohri, Mique Nelson
- Layout : Charles Philippi
- Producteur : Walt Disney
- Société de production : Walt Disney Productions
- Distributeur : Columbia Pictures
- Date de sortie : 20 octobre[2] ou 21 octobre 1931[3] mais plus vraisemblablement après le 10 novembre 1931[1].
  - Prévisualisation : 4 novembre 1931 au Capitol de Glendale et 7 novembre 1931 au Beverly Warner Bros
  - Annoncée : 20 novembre 1931[1]
  - Dépôt de copyright : 24 novembre 1931[1]
- Format d'image : Noir et Blanc
- Musique : Frank Churchill[1]
  - Adaptation de Hunt in the Black Forest (1894) de George Voelker
- Son : Mono
- Durée : 6 min 20 s
- Langue : (en)
- Pays de production :  États-Unis

## Commentaires
Ce court métrage est la première Silly Symphonies à avoir été réalisé autour d'une seule composition musicale, la Hunt in the Black Forest (1894) de George Voelker. Toutefois, The Clock Store (28 septembre 1931) est aussi basée sur une chanson principale mais comporte un extrait d'une autre chanson, ce qui n'est pas le cas ici.
Ce film est un remake de The Fox Chase (1928), un court métrage de la série Oswald le lapin chanceux. Le film a de nouveau était l'objet d'un remake en couleur avec La Chasse au renard (1938) mettant en scène les personnages de Donald Duck et Dingo,. Les trois films se terminent à peu près de la même manière, une moufette dans un arbre creux.